# Campagna-de-Sault
Campagna-de-Sault ist eine französische Gemeinde mit 19 Einwohnern (Stand 1. Januar 2022) im Département Aude in der Region Okzitanien. Sie gehört zum Kanton La Haute-Vallée de l’Aude und zum Arrondissement Limoux.

## Lage
Nachbargemeinden sind Mazuby im Norden, Rodome im Nordosten, Fontanès-de-Sault im Osten, Rouze im Süden, Mijanès im Südwesten und Niort-de-Sault im Westen.

## Bevölkerungsentwicklung
| Jahr      | 1962 | 1968 | 1975 | 1982 | 1990 | 1999 | 2006 | 2015 |
| --------- | ---- | ---- | ---- | ---- | ---- | ---- | ---- | ---- |
| Einwohner | 20   | 11   | 9    | 10   | 12   | 15   | 17   | 18   |